# Maro (Espagne)
Pour les articles homonymes, voir Maro.
Maro est une localité d'Espagne, située sur le territoire communal de Nerja, dans la province de Malaga en Andalousie.

## Présentation
C'est à Maro que se trouve la grotte de Nerja, déclarée bien d'intérêt culturel qui fait partie du patrimoine culturel de l'Espagne en tant que zone archéologique.
Situé au bord de la Méditerranée, dans la partie la plus à l'Est de la Costa del Sol, Maro est entouré d'espaces naturels protégés : espace naturel Acantilados de Maro-Cerro Gordo et parc naturel des Sierras de Tejeda, Almijara et Alhama.
Population d'origine romain dont le nom était Detunda. Pendant l'époque arabe, Maro a été remarquable par la production de miel de roseau de sucre. Maro a eu une de ses étapes les plus prospères dans le premier tiers du XIXe siècle.
En 2012 Maro avait une population de 741 habitants.
Dans l'actualité, bien qu'elle continue à vivre de l'agriculture, sa potentielle touristique s'est vu incrémenté en raison de l'intérêt par les espaces naturels qui l'entourent.

## Sites d'intérêt
- Grotte de Nerja
- Espace naturel Acantilados de Maro-Cerro Gordo
- Parc naturel des Sierras de Tejeda, Almijara et Alhama
- Aqueduc de l'Aigle (es), œuvre du XIXe siècle

## Galerie

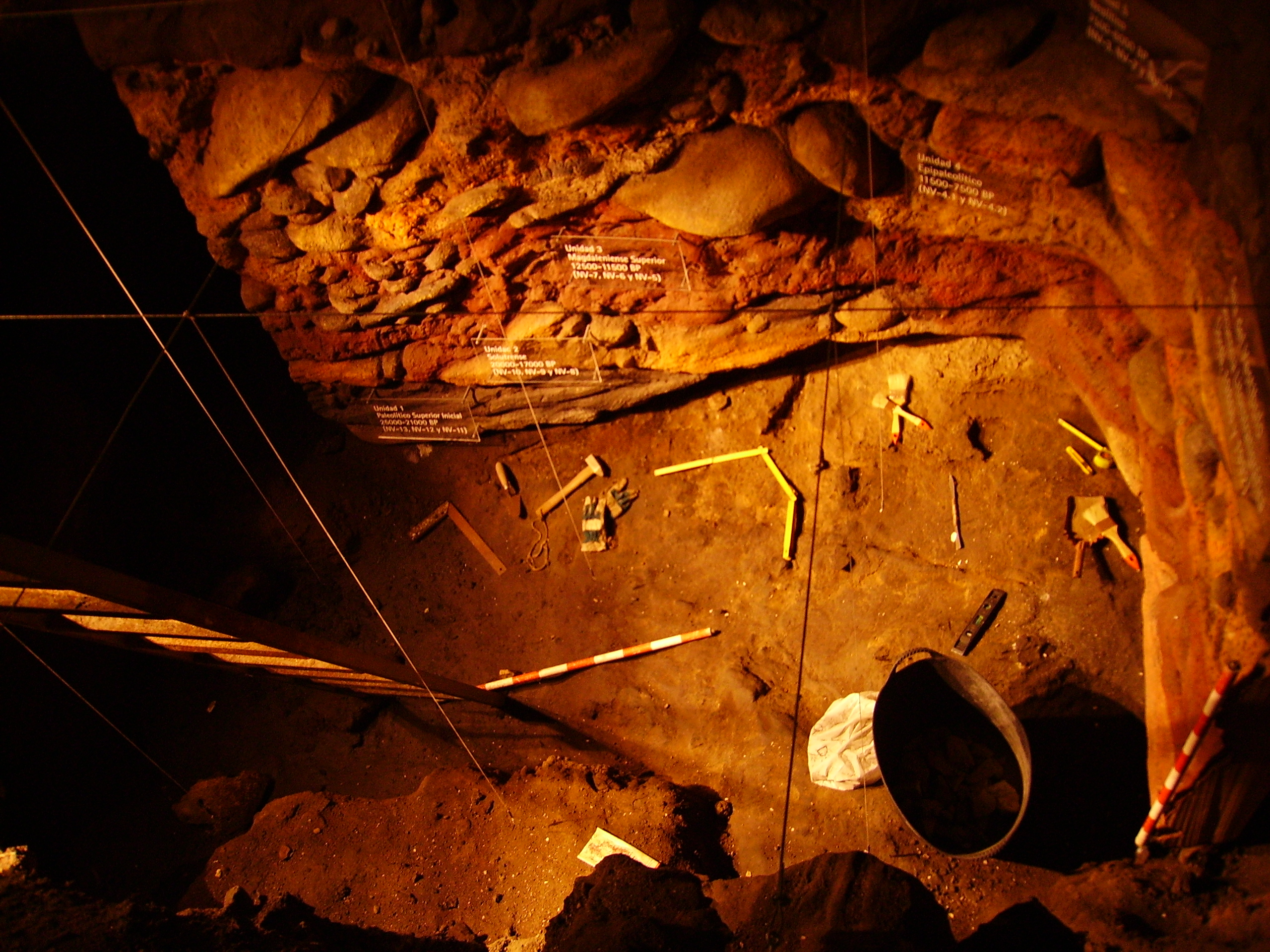
Grotte de Nerja.
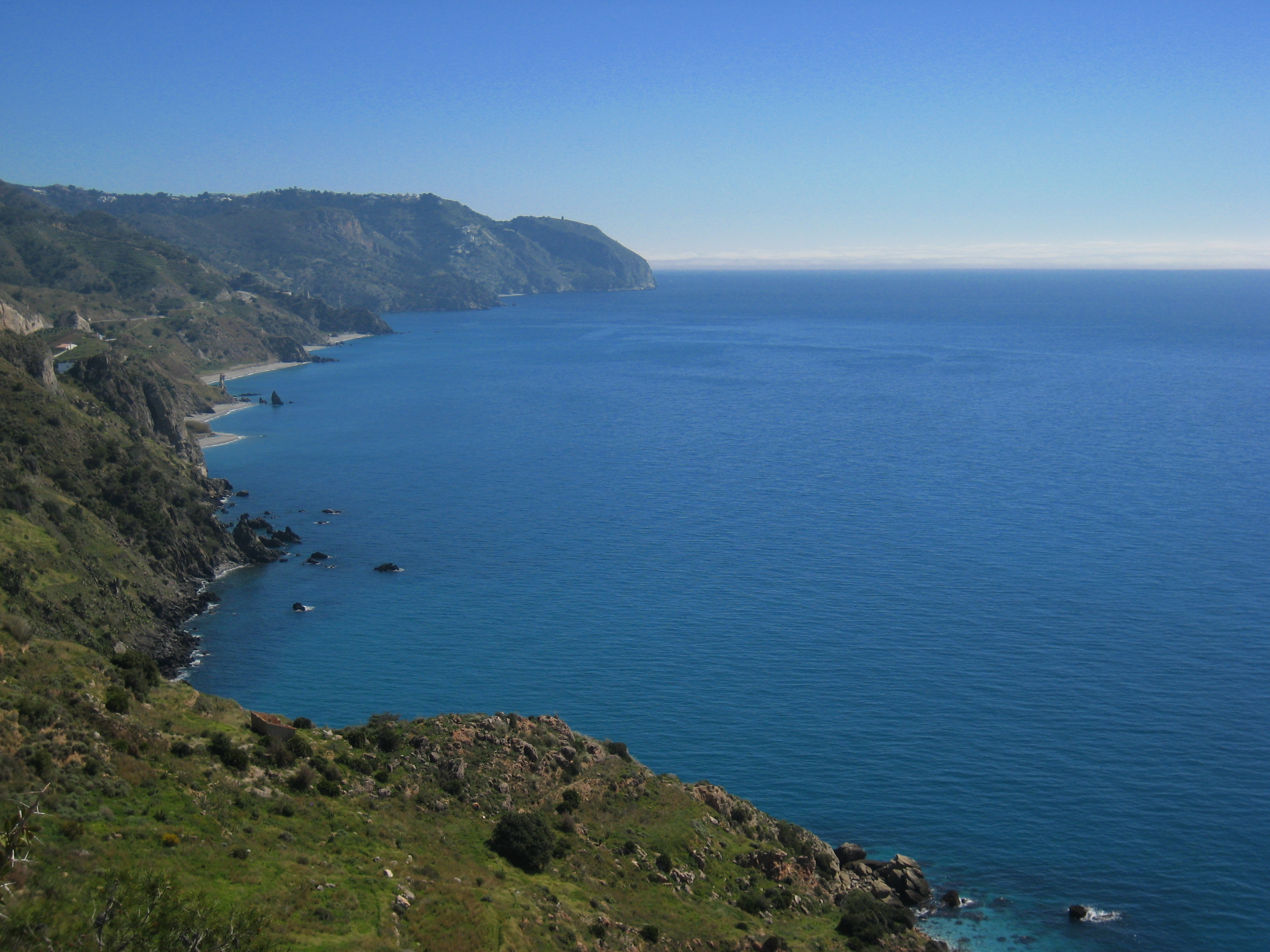
Falaises de Maro-Cerro Gordo.
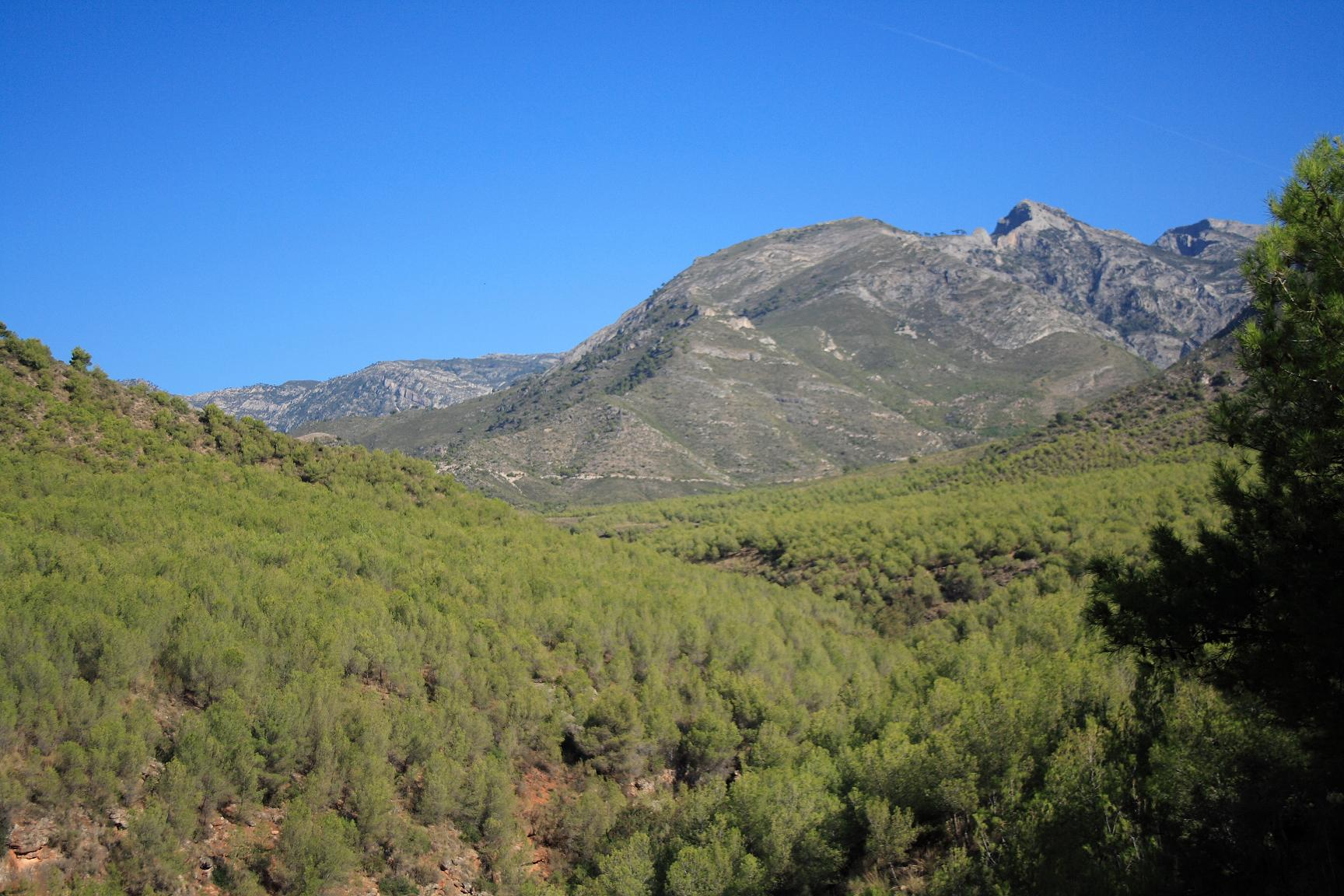
Sierra de Almijara.
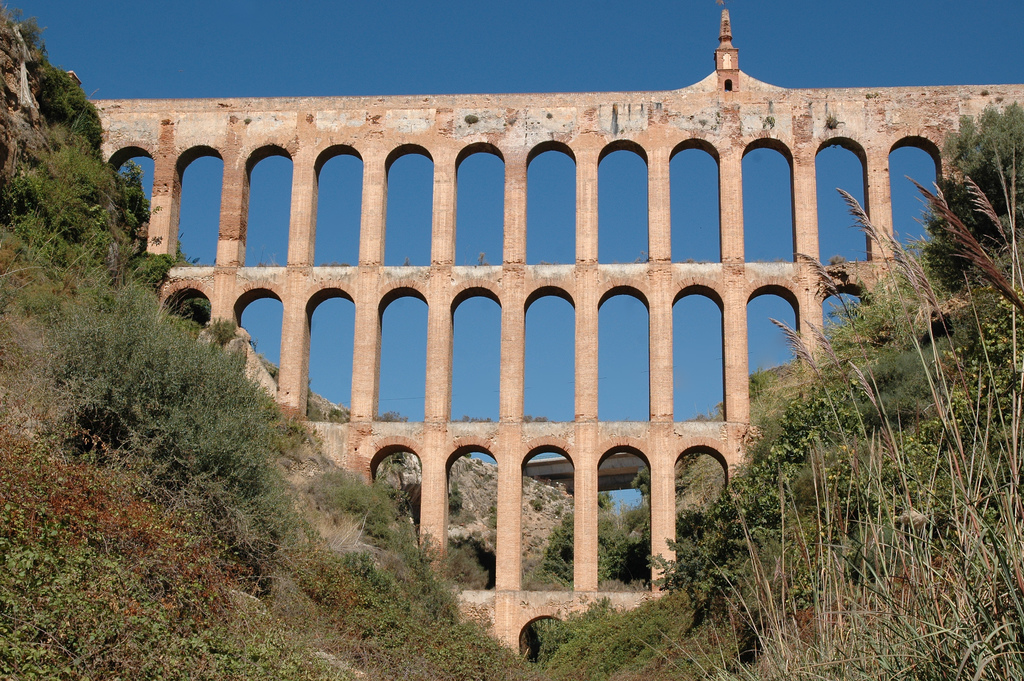
Aqueduc de l'Aigle (es).

### Sources
- (es) Cet article est partiellement ou en totalité issu de l’article de Wikipédia en espagnol intitulé « Maro » (voir la liste des auteurs).